# オルニトスクス
オルニトスクス（学名：Ornithosuchus）は、後期三畳紀のスコットランドに生息した、偽鰐類に属する主竜類の爬虫類。全長は約4メートルに達し、当時における典型的な肉食動物であった。「鳥ワニ」を意味する属名から示されるように、20世紀前半には鳥類との祖先-子孫関係が推測されていた。
かつてはカルノサウルス類の先祖であるといわれていたが、現在は分類上遠縁の偽鰐類に属するとされている。

## 分類体系
- 主竜類 Archosauria
  - 偽鰐類 Pseudosuchia
    - オルニトスクス Ornithosuchus ★
    - ポストスクス Postosuchus
    - ワニ形上目 Crocodylomorpha
      - ワニ目 Crocodilia

  - 鳥頸類 Ornithodira
    - 恐竜様類 Dinosauromorpha
      - 恐竜上目 Dinosaur